# Rik Battaglia
Rik Battaglia, pseudonimo di Caterino Battaglia (Corbola, 18 febbraio 1927 – Corbola, 27 marzo 2015), è stato un attore italiano.

## Biografia
Nato a Corbola, nei pressi di Rovigo, svolse svariate attività come manovale, calzolaio, falegname e, per alcuni anni, anche il mestiere di marinaio. Mentre lavorava come barista al ristorante dell'Agip di Milano, venne notato dal regista Mario Soldati, alla ricerca di attori per il suo film La donna del fiume, che aveva per protagonista Sophia Loren. La parte che Soldati affidò a Battaglia fu quella del protagonista, dimostrazione di stima che lo convinse a trasferirsi a Roma per seguire il corso di recitazione presso il Centro sperimentale di cinematografia, dove si diplomò due anni più tardi, per poi girare la pellicola La risaia (1956), accanto ad Elsa Martinelli, diretto da Raffaello Matarazzo.
Nel 1959 recitò nel film Caterina Sforza, la leonessa di Romagna, di Giorgio Walter Chili e, alla fine del decennio, iniziò a comparire in pellicole di genere "peplum" e storiche in costume, che lo terranno in attività per diversi anni, come protagonista o comunque in parti importanti. Successivamente sarà impegnato anche nel filoni western, spionaggio e di avventura, per terminare la sua carriera nel 1992. 
Recitò anche in molti spaghetti western come in Giù la testa (1971) di Sergio Leone o Un genio, due compari, un pollo (1975) con Terence Hill. Nel 1982 recitò nel film Bomber con Bud Spencer. Tra gli anni cinquanta e gli anni novanta prese parte a più di 100 film tra cinema e piccolo schermo. La sua ultima apparizione risale al 1999, nella televisione tedesca in un episodio di Pumuckl.
È morto il 27 marzo 2015 a 88 anni, nella sua abitazione di Corbola.

## Filmografia
- La donna del fiume, regia di Mario Soldati (1955)
- La risaia, regia di Raffaello Matarazzo (1956)
- I fidanzati della morte, regia di Romolo Marcellini (1957)
- La Gerusalemme liberata, regia di Carlo Ludovico Bragaglia (1957)
- Liana, la schiava bianca (Liane, die weiße Sklavin), regia di Hans Leitner (1957)
- Orlando e i paladini di Francia, regia di Pietro Francisci (1958)
- Nudi come Dio li creò (Nackt, wie Gott sie schuf), regia di Hans Schott-Schöbinger (1958)
- Vento di passioni (Raw Wind in Eden), regia di Robert Wilson (1958)
- Adorabili e bugiarde, regia di Nunzio Malasomma (1959)
- Annibale, regia di Carlo Ludovico Bragaglia (1959)
- I battellieri del Volga, regia di Viktor Turžanskij (1959)
- Caterina Sforza, la leonessa di Romagna, regia di Giorgio Walter Chili (1959)
- I Reali di Francia, regia di Mario Costa (1959)
- Il conquistatore d'Oriente, regia di Tanio Boccia (1960)
- Ester e il re (Esther and the King), regia di Raoul Walsh, Mario Bava (1960)
- La giornata balorda, regia di Mauro Bolognini (1960)
- Teseo contro il minotauro, regia di Silvio Amadio (1960)
- Entrate senza bussare (Don't Bother to Knock), regia di Cyril Frankel (1961)
- Giulio Cesare, il conquistatore delle Gallie, regia di Tanio Boccia (1962)
- Sodoma e Gomorra (Sodom and Gomorrah), regia di Robert Aldrich (1962)
- Rocambole, regia di Bernard Borderie (1963)
- La battaglia di Fort Apache (Old Shatterhand), regia di Hugo Fregonese (1963)
- Il figlio del circo, regia di Sergio Grieco (1963)
- Il Leone di San Marco, regia di Luigi Capuano (1963)
- Una regina per Cesare, regia di Piero Pierotti (1963)
- Sandokan, la tigre di Mompracem, regia di Umberto Lenzi (1963)
- Una carabina per Schut (Der Schut), regia di Robert Siodmak (1964)
- 6 pallottole per Ringo Kid (Freddy und das Lied der Prärie), regia di Sobey Martin (1964)
- I violenti di Rio Bravo (Der Schatz der Azteken), regia di Robert Siodmak (1964)
- Amanti d'oltretomba, regia di Mario Caiano (1965)
- L'avventuriero della Tortuga, regia di Luigi Capuano (1965)
- Desperado Trail (Winnetou - 3. Teil), regia di Harald Reinl (1965)
- Viva Gringo (Das Vermächtnis des Inka), regia di Georg Marischka (1965)
- Tempesta alla frontiera (Winnetou und sein Freund Old Firehand), regia di Alfred Vohrer (1966)
- I frutti amari (Fruits amers - Soledad), regia di Jacqueline Audry (1967)
- I lunghi giorni dell'odio, regia di Gianfranco Baldanello (1967)
- Per 50.000 maledetti dollari (Feuer frei auf Frankie), regia di José Antonio de la Loma (1967)
- Black Jack, regia di Gianfranco Baldanello (1968)
- Spara, Gringo, spara, regia di Bruno Corbucci (1968)
- L'uomo dal lungo fucile (Winnetou und Shatterhand im Tal der Toten), regia di Harald Reinl (1968)
- La battaglia del deserto, regia di Mino Loy (1969)
- L'oro dei Bravados, regia di Giancarlo Romitelli (1970)
- Addio fratello crudele, regia di Giuseppe Patroni Griffi (1971)
- Ehi amigo... sei morto!, regia di Paolo Bianchini (1971)
- Giù la testa, regia di Sergio Leone (1971)
- L'oro dei Bravados, regia di Don Reynolds (1971)
- La grande scrofa nera, regia di Filippo Ottoni (1972)
- L'isola del tesoro (Treasure Island), regia di John Hough (1972)
- L'isola misteriosa e il capitano Nemo (La isla misteriosa), regia di Juan Antonio Bardem (1972)
- La lunga cavalcata della vendetta, regia di Amerigo Anton (1972)
- Il richiamo della foresta (The Call of the Wild), regia di Ken Annakin (1972)
- Canterbury n° 2 - Nuove storie d'amore del '300, regia di Joe D'Amato (1973)
- Zanna Bianca, regia di Lucio Fulci (1973)
- Il lupo dei mari, regia di Giuseppe Vari (1974)
- Ti darò un posto all'inferno, regia di Paolo Bianchini (1974)
- Un genio, due compari, un pollo, regia di Damiano Damiani (1975)
- Le deportate della sezione speciale SS, regia di Rino Di Silvestro (1976)
- La fine dell'innocenza, regia di Massimo Dallamano (1976)
- Il mondo dei sensi di Emy Wong, regia di Bitto Albertini (1977)
- Suor Emanuelle, regia di Giuseppe Vari (1977)
- Il prefetto di ferro, regia di Pasquale Squitieri (1977)
- Ritornano quelli della calibro 38, regia di Giuseppe Vari (1977)
- Lo scugnizzo, regia di Alfonso Brescia (1979)
- I contrabbandieri di Santa Lucia, regia di Alfonso Brescia (1979)
- Napoli... la camorra sfida, la città risponde, regia di Alfonso Brescia (1979)
- La tua vita per mio figlio, regia di Alfonso Brescia (1980)
- Zappatore, regia di Alfonso Brescia (1980)
- Giuramento, regia di Alfonso Brescia (1982)
- Bomber, regia di Michele Lupo (1982)
- Il pentito, regia di Pasquale Squitieri (1985)
- La vera storia della rivoluzione francese (Liberté, égalité, choucroute), regia di Jean Yanne (1985)
- Schiave bianche - Violenza in Amazzonia, regia di Mario Gariazzo (1985)
- Giuro che ti amo, regia di Nino D'Angelo (1986)
- Asilo di polizia, regia di Filippo Ottoni (1986)
- Don Bosco, regia di Leandro Castellani (1988)
- La ragazza del metrò, regia di Romano Scandariato (1988)
- Buck ai confini del cielo, regia di Tonino Ricci (1991)
- Omicidio a luci blu, regia di Alfonso Brescia (1991)

## Doppiatori
- Pino Locchi in La risaia; La Gerusalemme liberata; Ester e il re; La giornata balorda; Giulio Cesare il conquistatore delle Gallie; Il Leone di San Marco; Giù la testa
- Glauco Onorato in Desperado trail; Spara Gringo spara; I contrabbandieri di Santa Lucia
- Sergio Tedesco in Sodoma e Gomorra; Sandokan la tigre di Mompracem
- Sergio Graziani in L'avventuriero della Tortuga; Viva Gringo
- Gualtiero De Angelis in I fidanzati della morte
- Renato Mori in Il pentito
- Emilio Cigoli in La lunga cavalcata della vendetta
- Giuseppe Rinaldi in Adorabili bugiarde
- Paolo Ferrari in I Reali di Francia
- Riccardo Cucciolla in I violenti di Rio Bravo
- Nando Gazzolo in I lunghi giorni dell'odio
- Gianni Marzocchi in Black Jack
- Arturo Dominici in Tempesta alla frontiera
- Sergio Rossi in Ehi amigo... sei morto!
- Daniele Tedeschi in Un genio, due compari, un pollo
- Luciano De Ambrosis in Il lupo dei mari
- Arturo Dominici in Il prefetto di ferro
- Vittorio Di Prima in La fine dell'innocenza
- Giuseppe Anatrelli in Napoli... la camorra sfida, la città risponde
- Aldo Bufi Landi in Giuro che ti amo
- Giorgio Piazza in Don Bosco